# Allium dumetorum
Allium dumetorum — вид трав'янистих рослин родини амарилісові (Amaryllidaceae), ендемік Ізраїлю.

## Поширення
Вид вважається ендемічним для Ізраїлю, де він записаний з гори Кармель, поблизу Ягура.
Знайдений у середземноморському скрабі.

## Загрози та охорона
Вид трапляється лише в охоронній зоні. Відомі місця близькі до міських районів.